# Wlamir Marques
Pour les articles homonymes, voir Marques (homonymie).
Wlamir Marques, né le 16 juillet 1937 à São Vicente (État de São Paulo) et mort le 18 mars 2025 à São Paulo (État de São Paulo), est un joueur et entraîneur brésilien de basket-ball.

## Carrière
Wlamir Marques joue dans les clubs de São Vicente, XV de Piracicaba, Corinthians, Tênis Clube Campinas. Il remporte le championnat du Brésil en 1975 avec le club de Tênis Clube Campinas. 
Marques est considéré comme l'un des meilleurs joueurs de basket-ball brésiliens de l'histoire. Il joue en équipe nationale aux côtés d'Amaury Pasos, Algodão et Rosa Branca.
Avec l'équipe nationale du Brésil, il remporte le championnat du monde 1959 et 1963. 
Il gagne également deux médailles d'argent en 1954 et 1970.
Il gagne également deux médailles de bronze aux Jeux olympiques 1960 et 1964, une médaille d'argent aux Jeux panaméricains de 1963 et deux médailles de bronze aux Jeux panaméricains de 1955 et de 1959.
Wlamir Marques et Krešimir Ćosić sont les deux joueurs les plus médaillés du championnat du monde de basket-ball masculin avec deux médailles d'or et deux médailles d'argent chacun. 
Il est ensuite commentateur de matchs de basket-ball sur ESPN Brazil.

## Palmarès
Joueur
- 3e des Jeux olympiques 1960
- 3e des Jeux olympiques 1964
- Finaliste du championnat du monde 1954
- Champion du monde 1959
- Champion du monde 1963
- Finaliste du championnat du monde 1970
- Troisième du Championnat d'Amérique du Sud de basket-ball 1955
- Vainqueur du Championnat d'Amérique du Sud de basket-ball 1958
- Vainqueur du Championnat d'Amérique du Sud de basket-ball 1960
- Vainqueur du Championnat d'Amérique du Sud de basket-ball 1961
- Vainqueur du Championnat d'Amérique du Sud de basket-ball 1963
- Troisième des Jeux panaméricains de 1955
- Troisième des Jeux panaméricains de 1959
- Finaliste des Jeux panaméricains de 1963

## Note
- (en) Cet article est partiellement ou en totalité issu de l’article de Wikipédia en anglais intitulé « Wlamir Marques » (voir la liste des auteurs).